# Großsteingräber bei Vedsted

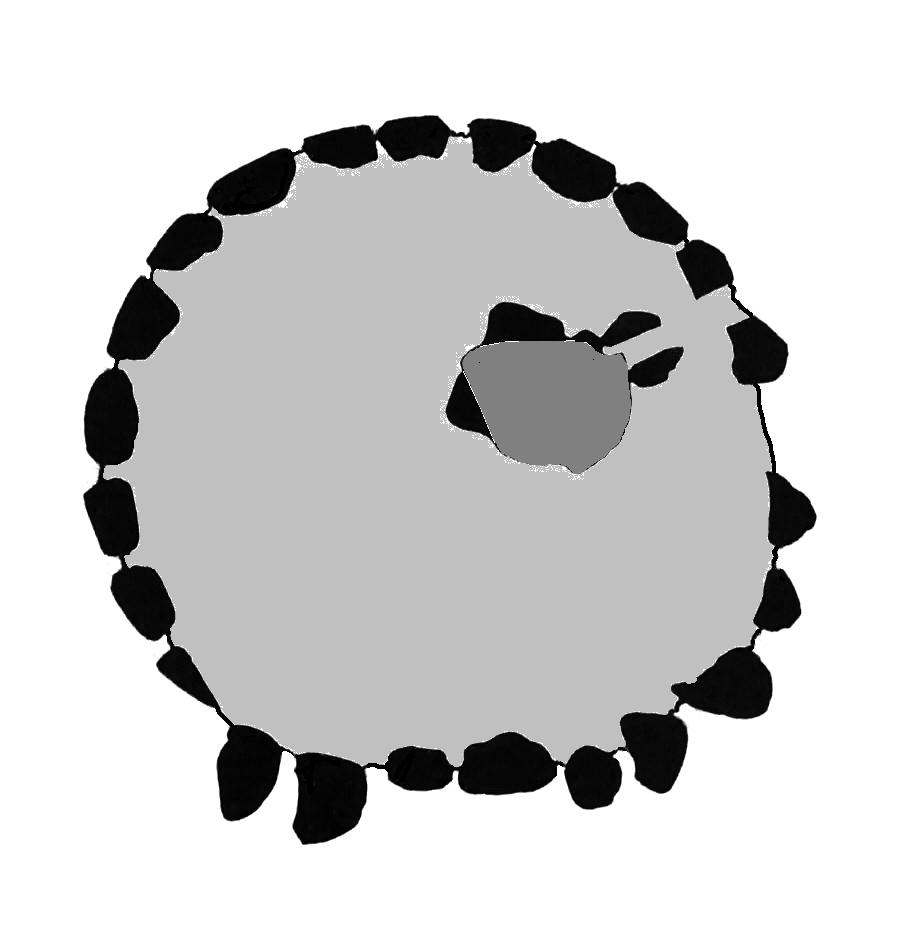
Runddysse Prinzipskizze

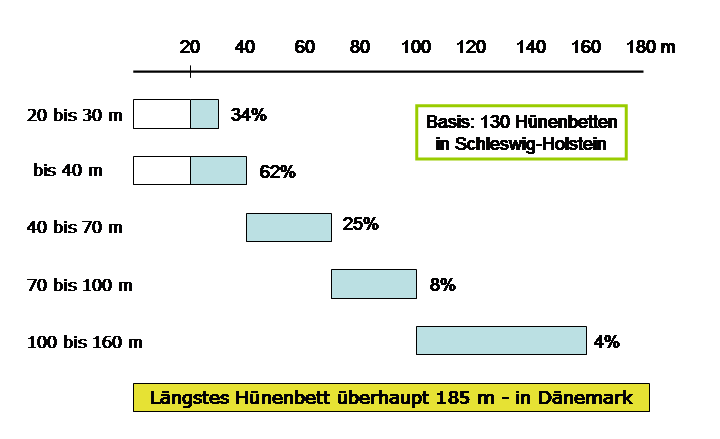
Abmessungen von Langdyssen – am Beispiel Schleswig-Holstein

Die Großsteingräber bei Vedsted (dänisch Vedsted dysserne) sind eine Gruppe megalithischer Grabanlagen der jungsteinzeitlichen Nordgruppe Trichterbecherkultur (TBK) im Kirchspiel Vedsted in der dänischen Kommune Vedsted. Sie wurden zwischen 3500 und 2800 v. Chr. errichtet. Neun von ursprünglich mindestens 14 belegbaren Anlagen sind zumindest ansatzweise erhalten. 

## Lage
Die Gräber befinden sich südöstlich des Ortes Vedsted in der Region Syddanmark in Südjütland. Sechs eng benachbarte, stärker gestörte Anlagen liegen südlich des Langdyssevej und nördlich des Hofes Femhøj. Zwei weitere liegen nordöstlich hiervon an der Nordwestseite des Langdyssevej. Ein weiteres Grab liegt südöstlich der ersten Gruppe an einem Feldweg.

## Beschreibung
Es handelt sich um drei erhaltene und ein ausgepflügtes Langbett (dänisch Langdysse), einen Runddysse, einen Großdolmen (dänisch Stordysse) und das Ganggrab (dänisch Jættestue) Holmshøj.

### Der Runddysse
Der teilweise gestörte runde Erdhügel hat etwa 15,0 m Durchmesser und ist noch maximal 1,25 m hoch. 22 Randsteine befinden sich in situ. Die fehlenden sind ersetzt worden. Die einst in der Mitte gelegene Kammer ist ausgegangen.

### Der Stordysse (Großdolmen)
Der Großdolmen liegt im Rundhügel und die kleine Kammer hat nur noch einen Deckstein, der sieben Tonnen wiegt. In der Kammer fanden sich Reste der Originalnutzung (Feuersteinwerkzeuge) und von Nachbestattungen aus der Bronzezeit. Vor dem Zugang wurde zerscherbte Tonware gefunden, die zu 109 verschiedenen Gefäßen gehört.

### Die Langdyssen
Von den drei Langdyssen hat nur diejenige mit der Länge von 115 m noch viele erhaltene Randsteine. Die übrigen (eine davon 92 m lang) sind nur als mehr oder minder hohe Erdhügel erhalten. Jedes Hünenbett hatte einst mehrere Kammern, die zum Teil paarweise angeordnet waren. Die Anlagen wurden 1966–67 archäologisch untersucht, wobei vor allem reiche Keramikfundamente von mehr als 109 Gefäßen rekonstruiert werden konnten.

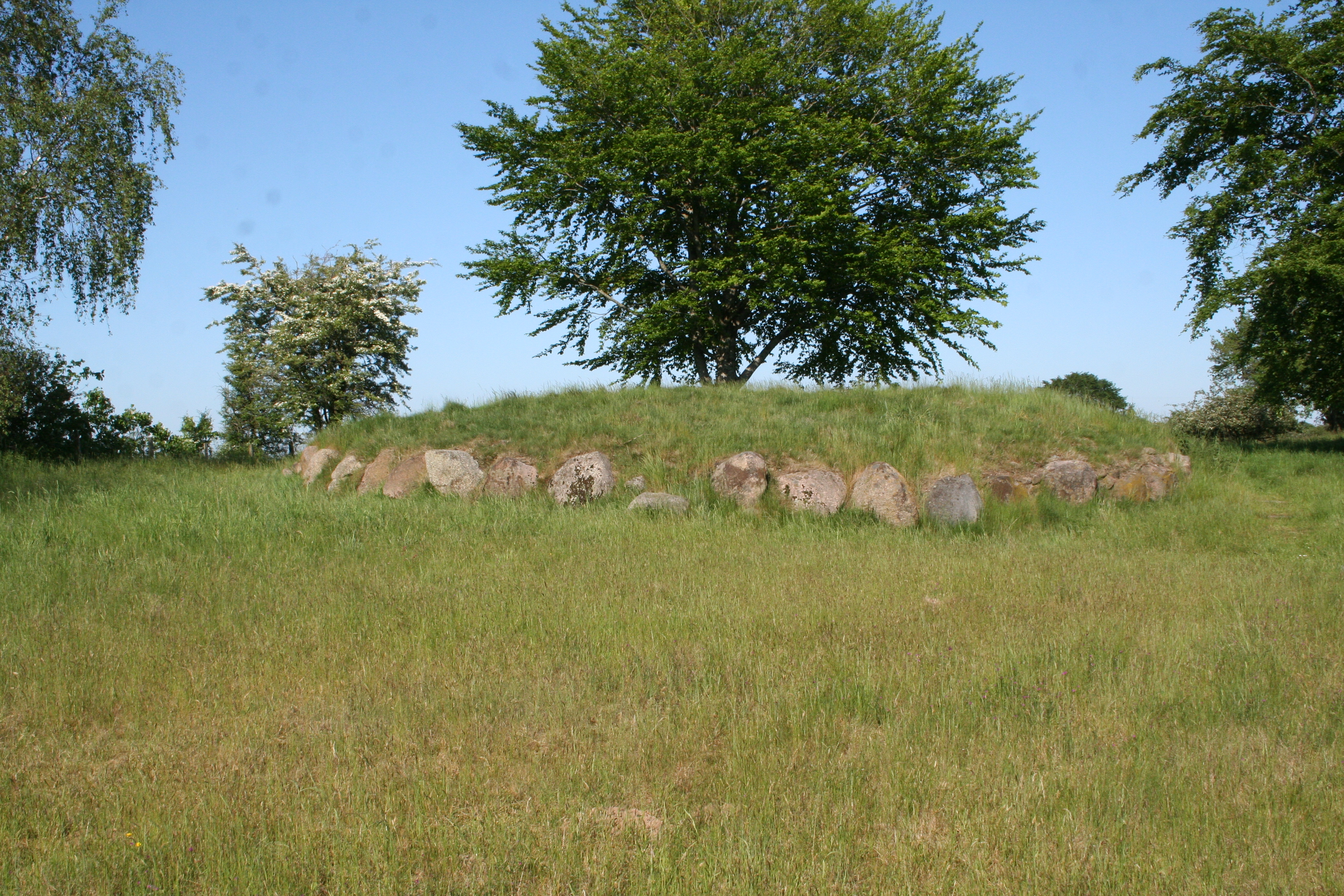
Der Runddysse
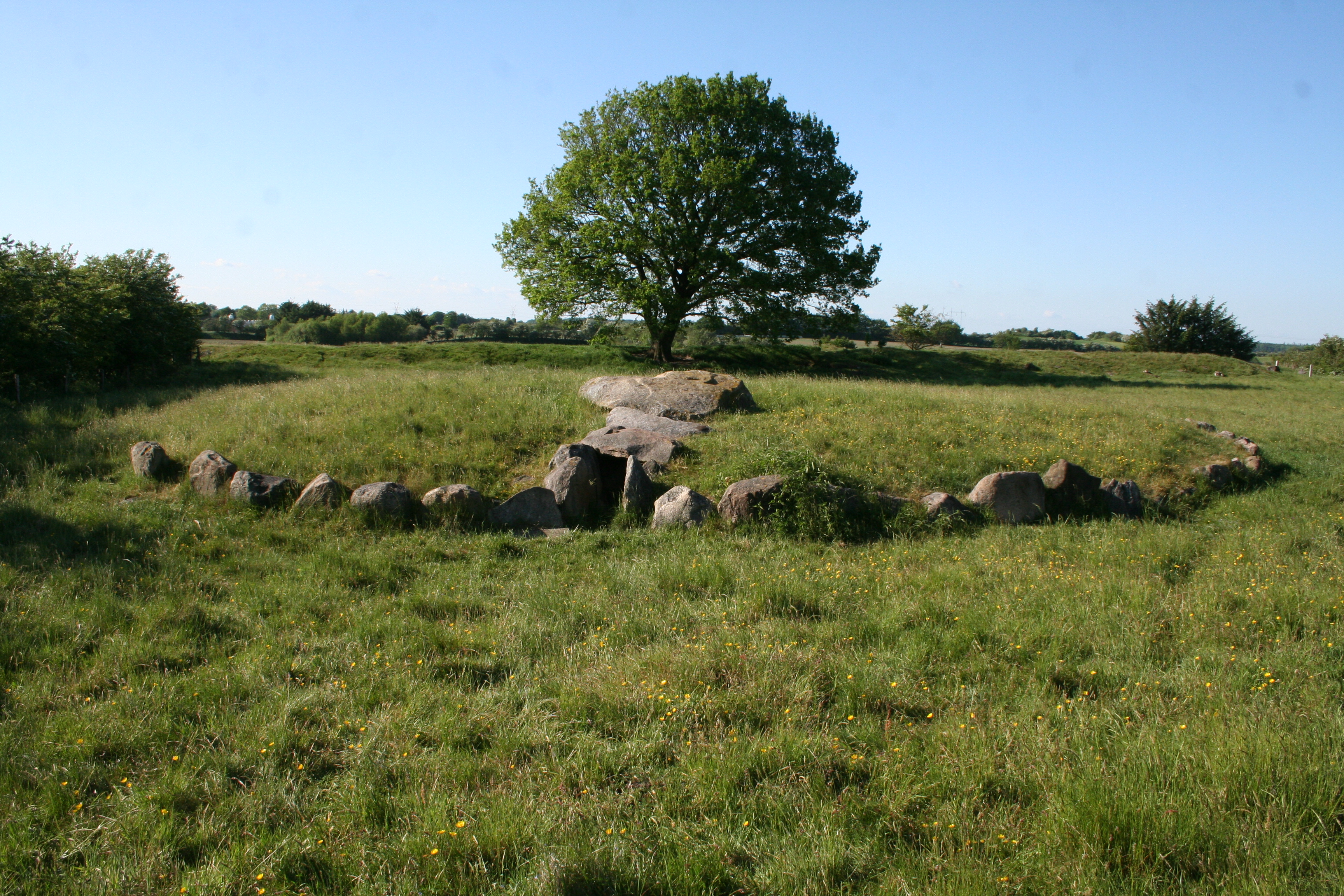
Der Stordysse
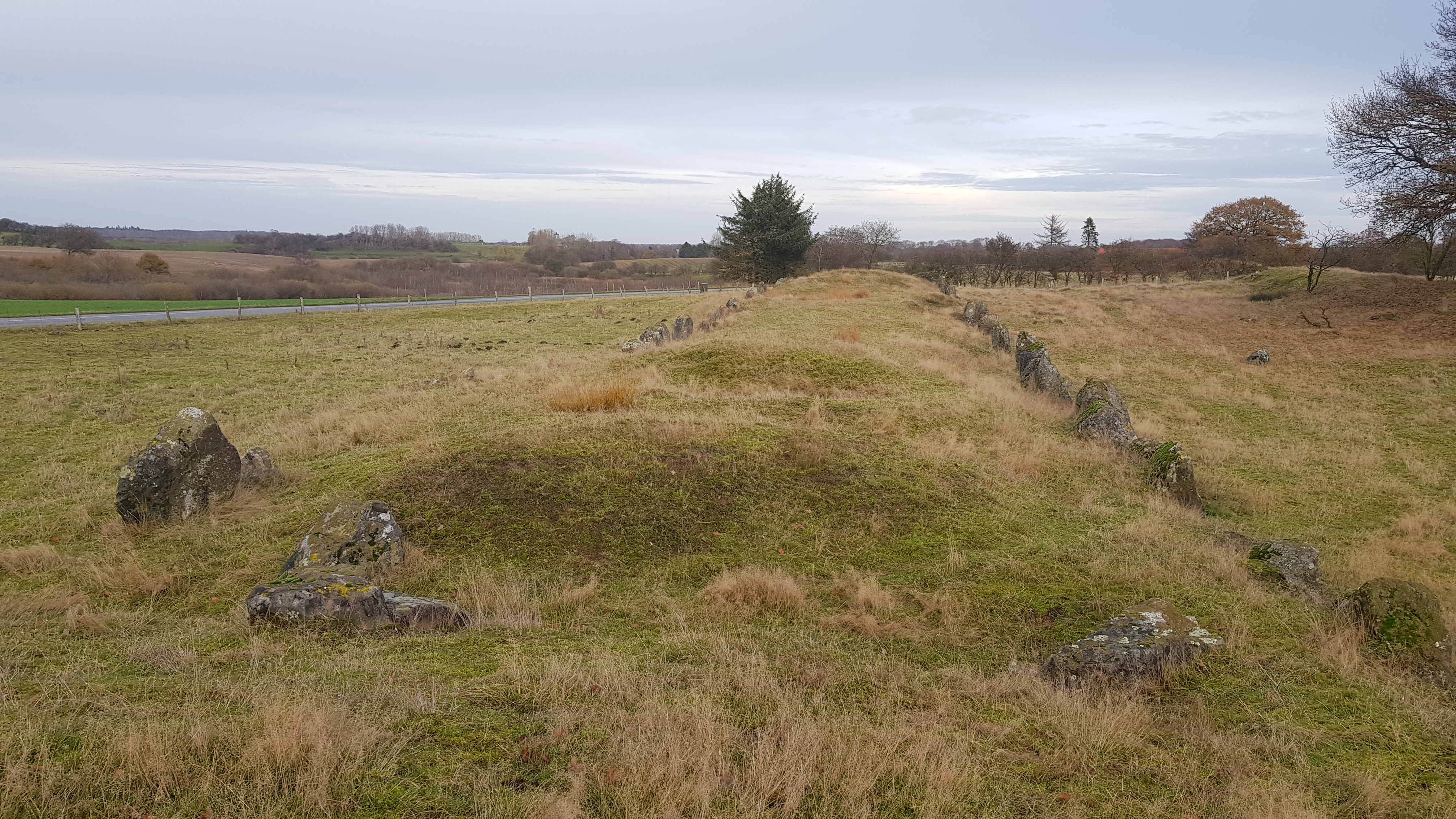
Langdysse 1 (115 m)
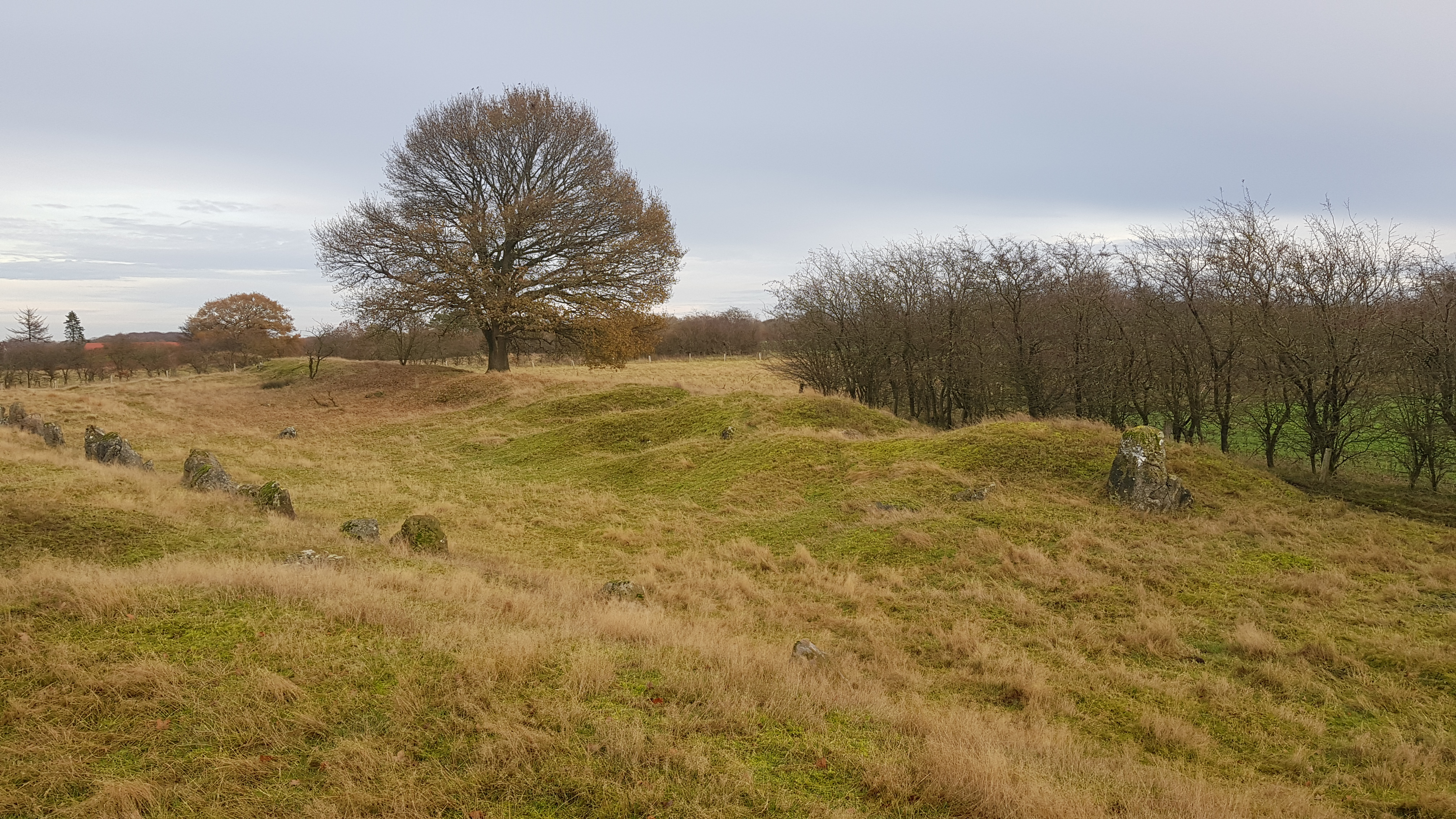
Langdysse 2 (92 m)
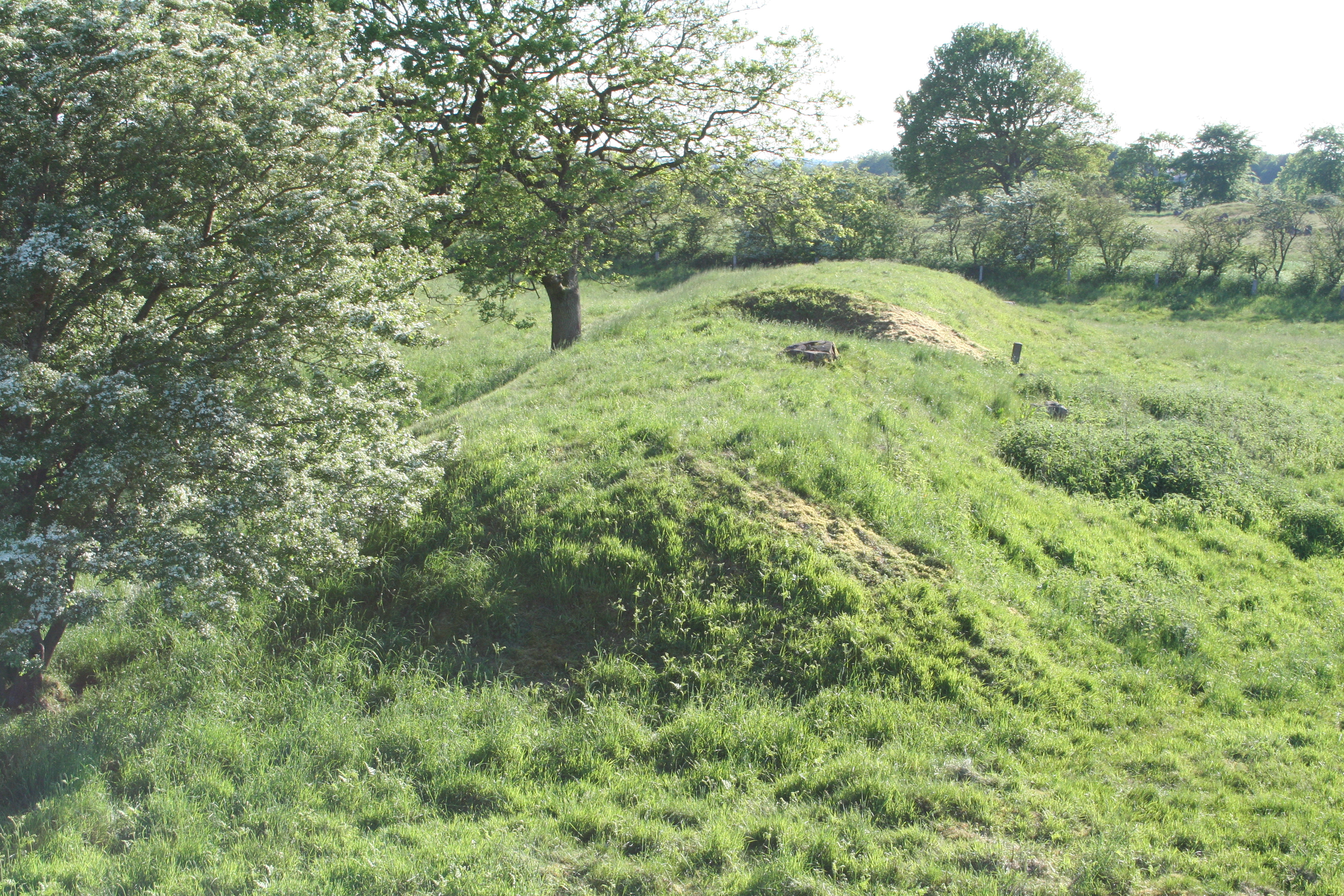
Der Langdysse 3 vom Ganggrab gesehen

### Das Ganggrab Holmshøj
Das Ganggrab (dänisch Jættestue) ist eine Bauform jungsteinzeitlicher Megalithanlagen, die aus einer Kammer und einem baulich abgesetzten, lateralen Gang besteht. Diese Form ist primär in Dänemark, Deutschland und Skandinavien, sowie vereinzelt in Frankreich und den Niederlanden zu finden. 
Das Ganggrab von Vedsted Holmshøj (auch Vedsted Jættestue 2) liegt in einem etwa 3,2 m hohen Rundhügel von etwa 26,0 m Durchmesser. Im Hügel ist die nördliche Hälfte einer Grabkammer erhalten, die vor 1927 auf fragwürdigen Weise restauriert worden ist. Ein moderner Zugang erfolgt von Osten, während das Original verschwunden ist. In der Kammer sind die sieben nördlichen Tragsteine original. Außerdem sind zwei Steine im Westen und Osten erhalten. Sie werden von einem riesigen Deckstein bedeckt. Die Höhe vom Boden bis zur Decke beträgt heute, in der am Boden nicht ausgeräumten Kammer, 1,2 m. Die Kammer ist 3,9 m lang und 3,3 m breit. Ihr fehlt das südliche Ende.

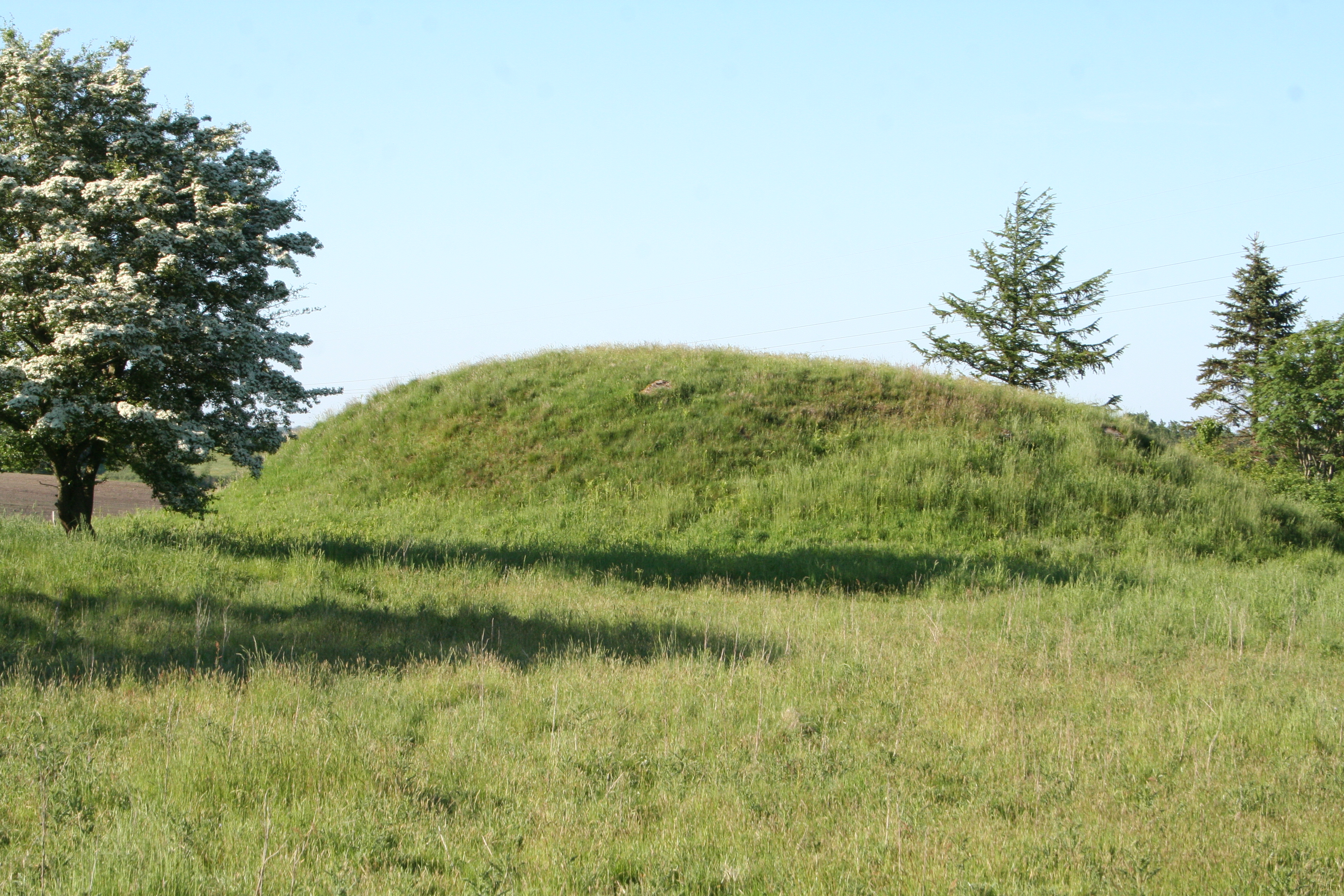
Das Ganggrab
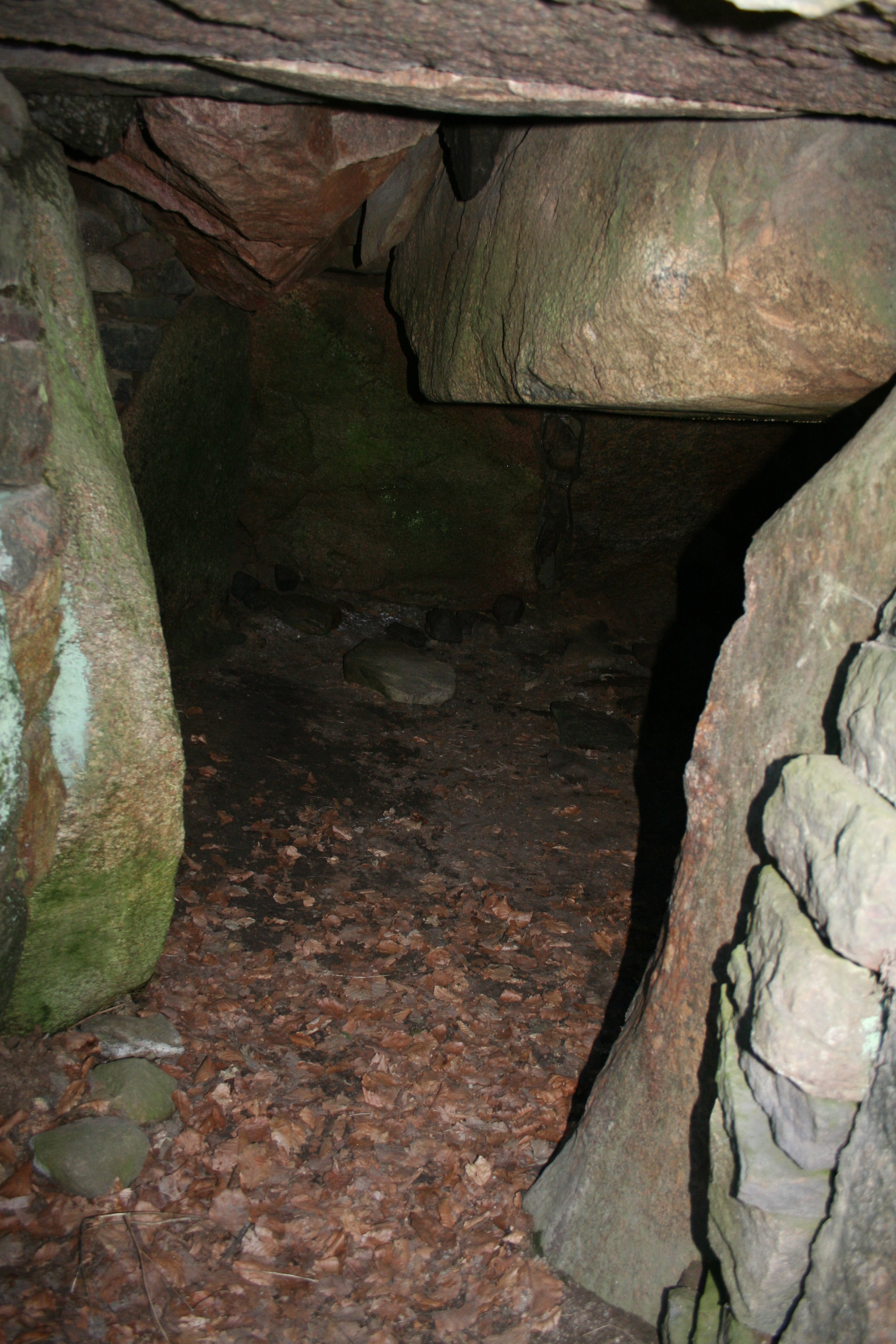
Innere
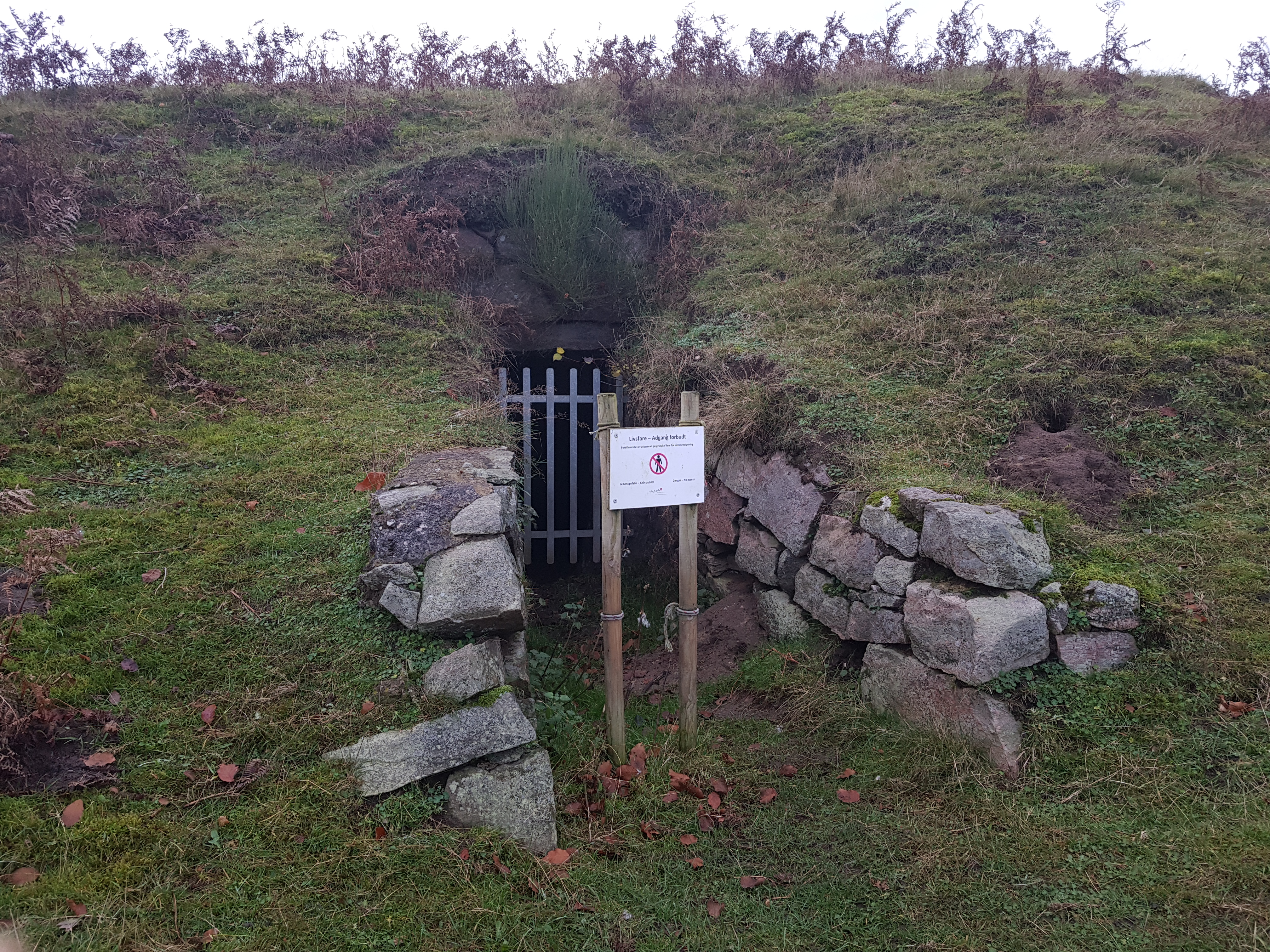
Eingang